# KrAZ–219
A KrAZ–219 egy 6×4-es hajtásképletű, 12 tonna teherbírású szovjet tehergépkocsi, melyet 1959-1963 között gyártottak a Kremencsuki Autógyárban. A JaAZ–210 modernizált változata.

## Története
A járművet eredetileg a Jaroszlavli Autógyár fejlesztették ki JaAZ-219 néven. A sorozatgyártás is ott kezdődött 1957-ben, majd 1959-ben, közel 2800 darab legyártása után a teljes teherautó-gyártáshoz hasonlóan átkerült a Kremencsukban található KrAZ-hoz. Ennek oka az volt, hogy politikai szinten úgy döntöttek, hogy ezentúl Jaroszlavlban csak motorokat és sebességváltókat fognak gyártani.
A gyártás áthelyezése során magán a teherautón alig történt változás. Megmaradt a fülke az eredetileg a JaAZ-214-esnél bevezetett szögletes hűtőráccsal. A motor továbbra is a JaAZ-M206A soros hathengeres, kétütemű dízelmotor maradt, amelyet a Jaroszlavlban lévő, immár Jaroszlavli Motorgyárra átnevezett üzem szállított. A korábbiakhoz hasonlóan pneumatikus kormányrásegítést építettek be. Az egyetlen vizuális változás csupán annyi volt, hogy eltűnt a hűtőrács figurája (a jaroszlavli járművekre jellemző medve), és helyére a KrAZ emblémája került.
A jármű eredeti változatát 1964-ig gyártották, összesen 12 780 példány készült belőle. 1963-ban a modellt átdolgozták. Az elektromos rendszert 12 voltos üzemi feszültségről 24 voltosra alakították át. A legjelentősebb változás azonban az átdolgozott JaAZ-M206B motor alkalmazása volt, amely 205 lóerős (151 kW) teljesítményű volt. Az eredmény a KrAZ-219B nevet kapta, és 1965-ig maradt sorozatgyártásban. 1965 és 1967 között, amikor a KrAZ-255-ra épülő új teherautó-generációt vezették be, a modellnek utódja is volt, a KrAZ-257 formájában.
A KrAZ-219-et elsősorban polgári célokra használták, de a szovjet hadsereg is alkalmazta. Ott darus teherautóként használták nehéz rakéták átrakodására. Emellett tartálykocsiként is szolgált, és speciális katonai felépítményekkel látták el, ahol nem volt szükség különleges terepjáró képességre. A járművet kis példányszámban már a V8-as négyütemű JaMZ-238-as dízelmotorral szerelték fel, amelyet aztán nagy számban használtak az utódjában.

## Műszaki adatok
A KrAZ-219 esetében kb. 1960-tól:
- Motor: soros hathengeres kétütemű dízelmotor közvetlen befecskendezéssel.
- Motortípus: JaAZ-M206A
- Teljesítmény: 180 lóerő (132 kW) 2000 percenkénti fordulatszámon.
- Motor térfogat: 6,97 liter
- Furatátmérő: 108 mm
- Löket: 127 mm
- Kompresszió: 17:1
- Nyomaték: 706 Nm
- Sebességváltó: Manuális sebességváltó, 5 előremeneti fokozat, 1 hátrameneti fokozat, első fokozat szinkronizálatlan
- Váltómű: kétfokozatú, áttételezés 1,07:1 és 2,13:1
- Üzemanyag-fogyasztás: 60 l/100 km, 30-40 km/h sebességgel, teljes terheléssel
- Üzemanyagtank-kapacitás: 450 liter
- Végsebesség: 55 km/h
- Fékút: 12 m 40 km/h-nál
- Első túlnyúlási szög: 42°
- Hátsó túlnyúlási szög: 18°
- Hajtásképlet: 6×4

Méret- és tömegadatok:
- Hossz: 9660 mm
- Szélesség: 2650 mm
- Magasság: 2620 mm
- Tengelytáv: 5050 + 700 mm
- Nyomtáv: 1950 mm elöl, 1920 mm hátul (dupla gumiabroncsok)
- Hasmagasság: 290 mm
- A raktér belső méretei (hosszúság × szélesség × magasság): 5770 × 2480 × 825 mm
- Forduló kör: 26 400 mm
- Saját tömeg: 11 300 kg
- Teherbírás: 12 000 kg (10 000 kg aszfaltozatlan utakon).
- Teljes össztömeg: 23 530 kg
- Vontatási kapacitás: 15 000 kg
- Abroncsméretek: 12,00-20" alacsony nyomású gumiabroncsok

## Fordítás
- Ez a szócikk részben vagy egészben  a   KrAZ-219 című német Wikipédia-szócikk ezen változatának fordításán alapul.  Az eredeti cikk szerkesztőit annak laptörténete sorolja fel. Ez a jelzés csupán a megfogalmazás eredetét és a szerzői jogokat jelzi, nem szolgál a cikkben szereplő információk forrásmegjelöléseként.